# Helmut Hofmann
Helmut Hofmann (ur. 14 listopada 1925 w Bildstock, zm. 21 sierpnia 2017 w Friedrichsthal) – pięściarz z Protektoratu Saary, reprezentant kraju podczas igrzysk olimpijskich w 1952 w Helsinkach.
Na igrzyskach wziął udział w turnieju w wadze muszej. W pierwszej rundzie został znokautowany przez reprezentanta Korei Południowej Han Su-ana.